# Vịt mắt vàng Barrow
Vịt mắt vàng Barrow, tên khoa học Bucephala islandica, là một loài chim trong họ Vịt.

## Hình ảnh

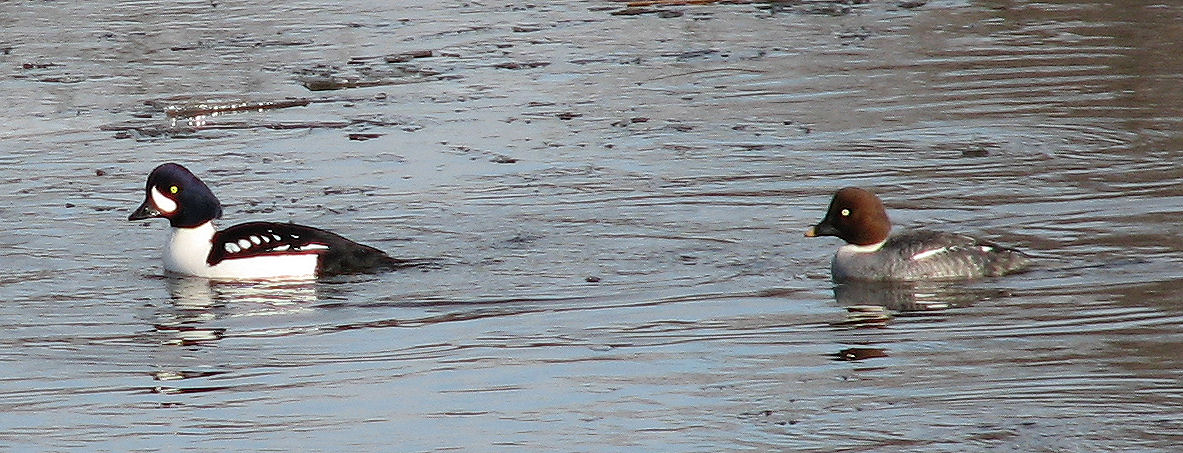
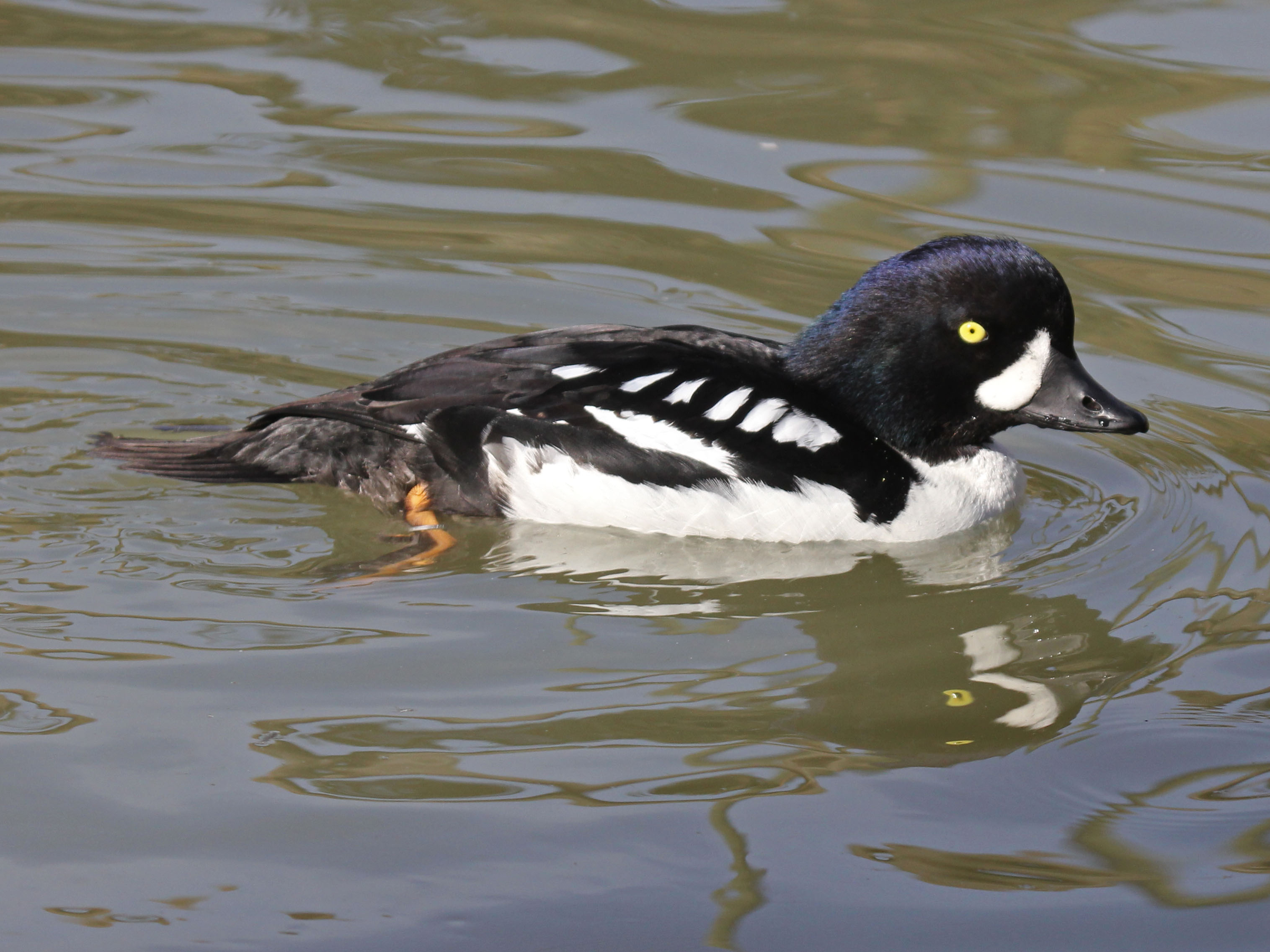
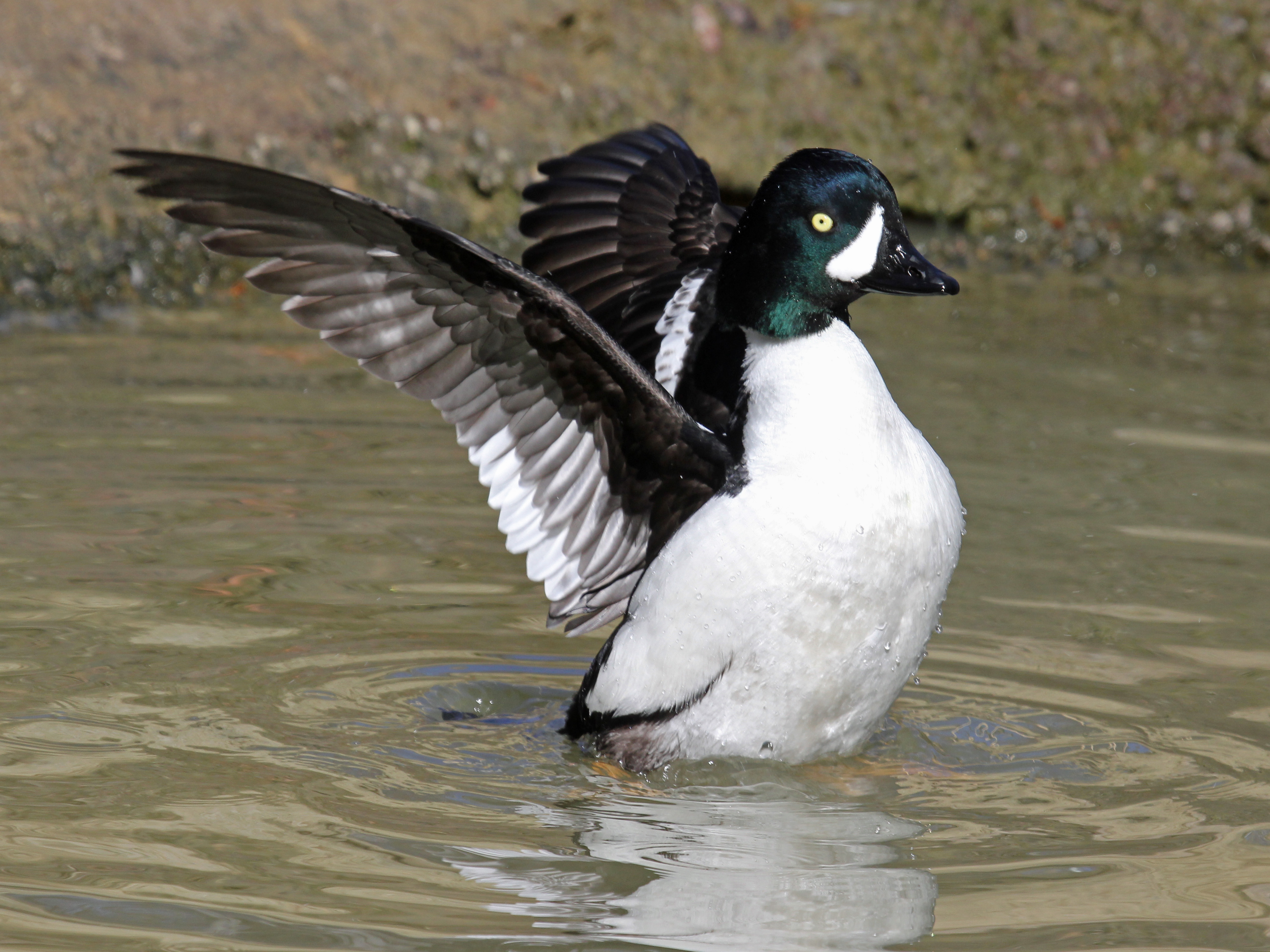
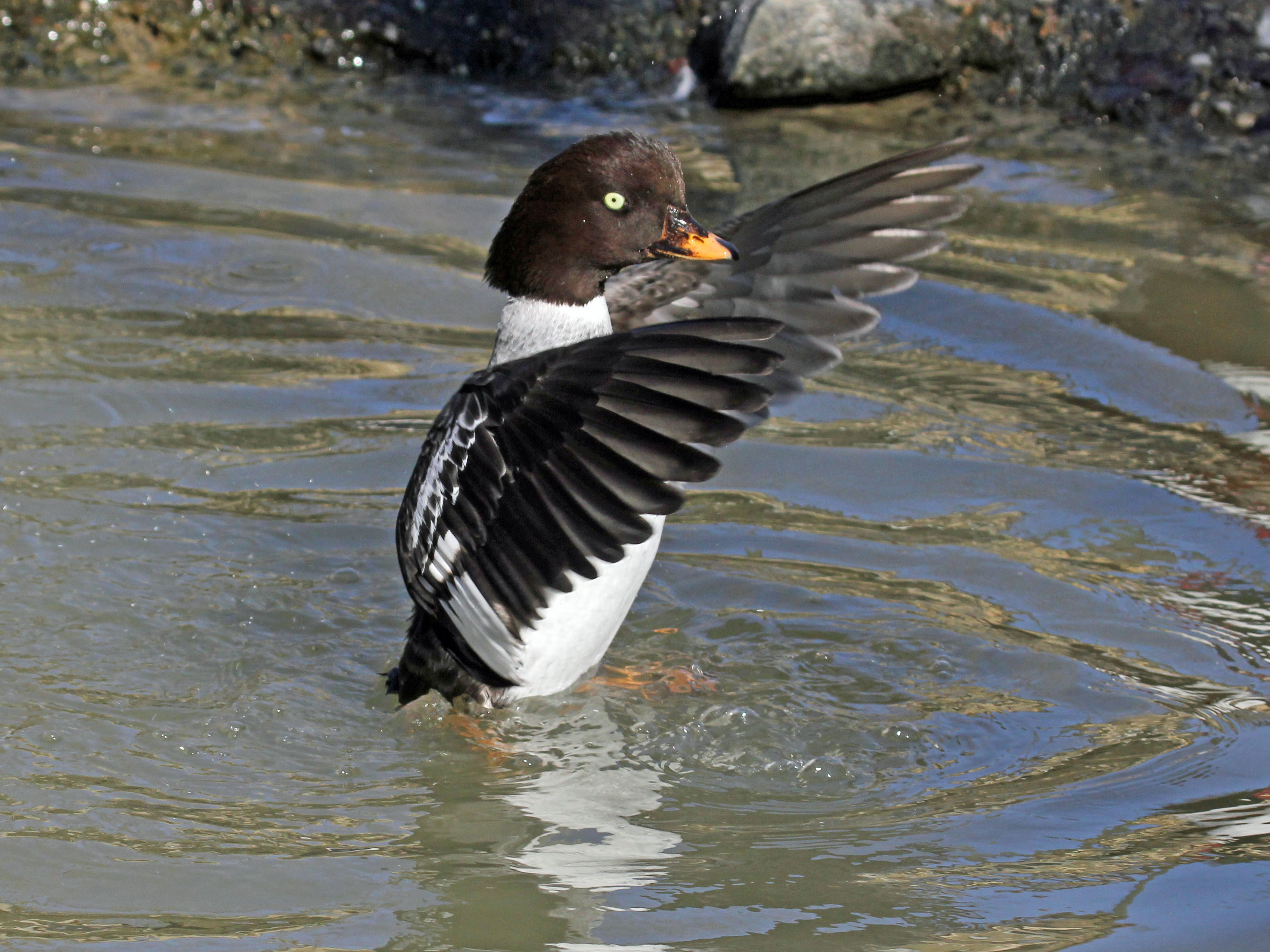
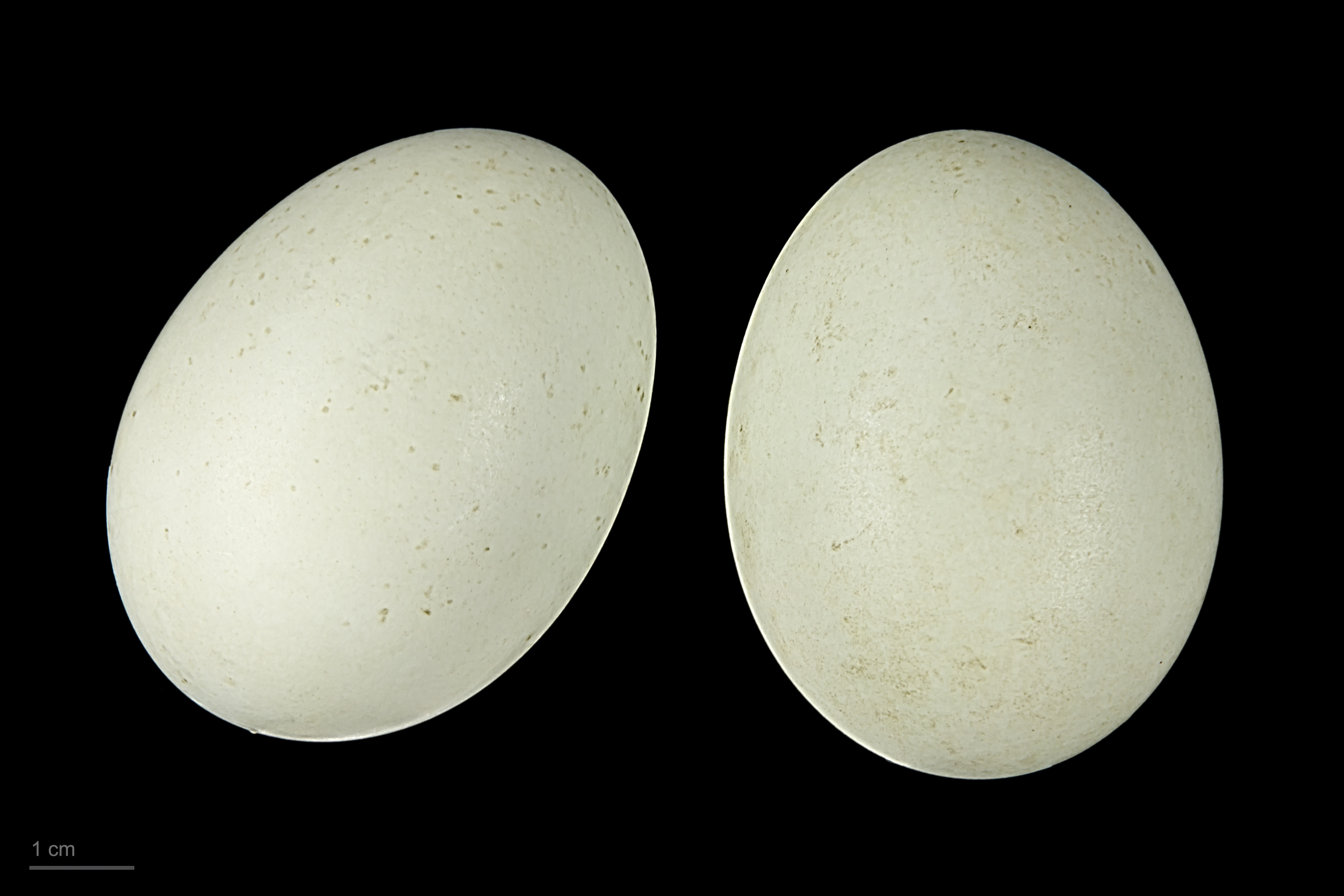
Museum specimen